# ファイアウォール (物理学)
| ブラックホールの周囲にファイアウォールが存在するか。 |

ファイアウォール (firewall)、またはブラックホールファイアウォール (black hole firewall) は、ブラックホールへ落ち込む観測者が事象の地平線で（もしくは近くで）高エネルギーな量子(quanta)の壁に出くわすのではないかという仮想的な現象である。「ファイアウォール」現象は2012年に、アフメッド・アルムヘイリ(Ahmed Almheiri)、ドナルド・マロルフ、ジョゼフ・ポルチンスキー、ジェームス・サリー によりブラックホール相補性(black hole complementarity)と一見、不整合性を持つように見える解として提示された。提案は、2012年の論文の筆者の頭文字をとって、 "AMPS" ファイアウォールと名付けられた。この不整合を解消するためにファイアウォールを使うことは、2013年になっても高エネルギー物理学者の間で論争となっている。前と同じ著者による別な論文  で、同じ考え方が過去にも提案されてきたと主張した。これらの中でも、ウィンタバーグの提案は重要であると主張した。

## 動機を与えたパラドックス
ホーキング輻射だけの単独な輻射(single emission)は、2つの互いに量子的にもつれた粒子を意味する。出てくる粒子は、ホーキング輻射として放射され、落ち込む粒子はブラックホールへ飲み込まれる。レオナルド・サスカインドや他の学者による広く受け入れられている研究に従えば、出てくる粒子は前にブラックホールから発射された全てのホーキング輻射と、もつれねばならない。これがパラドックスを作り出す。全ての量子系のように「一夫一婦制のもつれ」と呼ばれる原理に従うと、出てくる粒子は同時に 2つの独立した系と完全にもつれ合うことはできない。さらにここでは、出てくる粒子は（ブラックホールの中へ）落ち込んだ粒子と過去にホーキング輻射された粒子とも独立にもつれ合っているように見える。
パラドックスを解消するために、物理学者たちは結局、3つの時間発展で検証されている理論のうちの 1つをあきらめざるを得ないかもしれない。3つとはアインシュタインの等価原理、ユニタリ性(Unitarity)、現在の場の量子論である。

### パラドックスの「ファイアウォール」による解決
ある科学者は、量子的もつれ(entanglement)は落ち込む粒子と出て行く粒子の間でもつれを断ち切ってはならないと言っている。このもつれを破ることは、エネルギーの量を思いもよらぬものとするかもしれず、従ってブラックホールの事象の地平線では、何者も焼却してしまうようなブラックホールファイアウォールを作る。この解決方法は、重力質量と慣性質量は区別できないとするアインシュタインの等価原理を破ることを要求する。等価原理の破れは、「とんでもない」特徴付けであり、「レンガ以上のものが突然あらわれ、顔面にぶつかるようなファイアウォールは空中に、突然あらわれることは単純にはできない」と反対する科学者もいる。

### パラドックスのファイアウォールを使わない解決
実際は輻射される粒子とそれ以前にホーキング輻射された粒子の間にもつれは存在しない、とする科学者もいる。この解決方法は、ブラックホール情報喪失を起こすことになり、ユニタリ性を極端に壊してしまう。
ほかには、スティーブン・ギディングス(Steve Giddings)のように、量子場理論を変更し、量子的なもつれが出て行く粒子と落ち込む粒子のゆっくりと解消していくようにし、結果としてブラックホールの内部のエネルギーが緩やかに開放され、最後にはファイアウォールがなくなる。
ジュアン・マルダセーナ(Juan Maldacena)やレオナルド・サスカインド(Leonard Susskind)は、出て行く粒子と落ち込む粒子はなにかワームホールのようなものでつながっていて、独立した系ではなくなっているではと示唆している。しかし、2013年に、この仮説はまだ検討作業進行中である。
ファズボール(Fuzzball)の描像は、「ノーヘア」真空を弦の量子状態と取り替えることでジレンマを解決する。このように、ブラックホールの公式の歴史を持っていて、出力されてくるホーキング輻射とは明白に（ファズボールが）関係する。
スティーヴン・ホーキング(Stephen Hawking)は、2014年1月に主要メディアを通した非公式な提案であるが、ブラックホールの事象の地平面を「見かけ上の地平線("apparent horizon")」へ置き換えるという提案を行った。「見かけ上の地平線」においては、落下する物質は一旦停止した後でリリースされる。しかし、何を正確に提案しようとしているのか、どのようにパラドックスが解決されているのかについて、混乱しているのではとする物理学者もいる。

## 特徴
ブラックホールファイアウォールは、ブラックホールの事象の地平線に存在して、事象の地平線の外側にいる観察者には見ることができないのかもしれない。事象の地平線を通過しブラックホールの中へ落ち込む物質は、直ちにファイアウォールで、全ての熱い「煮えたぎった粒子の渦」で「カリカリに焼かれて」しまうかもしれない。